# Regards
Regards est un titre de presse français, disponible également dans une version en ligne, et dont la ligne éditoriale est ancrée à gauche.
Mensuel créé en 1932 sous l'égide du Secours ouvrier international basé à Berlin, puis repris au bout de vingt-six numéros par Léon Moussinac, de sensibilité communiste, il donne la prédominance aux reportages photographiques et lance ainsi en France, avec le magazine Vu, le photojournalisme dans les années d'avant-guerre. Sa publication est interrompue pendant la Seconde Guerre mondiale, puis en 1960 pour des raisons économiques. 
Il est relancé en 1995 sous l'impulsion du Parti communiste français (PCF) et la direction éditoriale d'Henri Malberg. Il est remanié en 2000, sous la direction de l'historien Roger Martelli et de Catherine Tricot, afin de renouer avec le concept originel. Depuis 2003, indépendant, Regards est constitué en Société coopérative et participative (Scop). Le journal est édité par Les Éditions Regards et appartient ainsi à ses salariés. Clémentine Autain, députée (Ensemble ! / France insoumise), était entre 2010 et 2017 la directrice de publication, puis co-directrice avec la députée communiste Elsa Faucillon entre 2017 et 2021. Elles ont ensuite été remplacées par l'historien Roger Martelli et Catherine Tricot. Pierre Jacquemain en a été le rédacteur en chef entre 2016 et 2022, remplacé par Pablo Pillaud-Vivien qui en était auparavant le responsable éditorial.

## Histoire

### Siège
En janvier 1945, le siège du journal s'installe au 25 rue d'Aboukir dans le 2e arrondissement de Paris, lors de sa reparution avec Miroir Sprint. En 1946, il est situé au 18 rue d'Enghien, en 1947 au 5 rue Lamartine et enfin au 6 boulevard Poissonnière, où il partage les locaux avec L'Humanité, Libération et Ce soir. Depuis 2010, les bureaux de Regards sont installés dans le 20e arrondissement de Paris.

### De 1932 à l'interdiction du Parti communiste en 1939

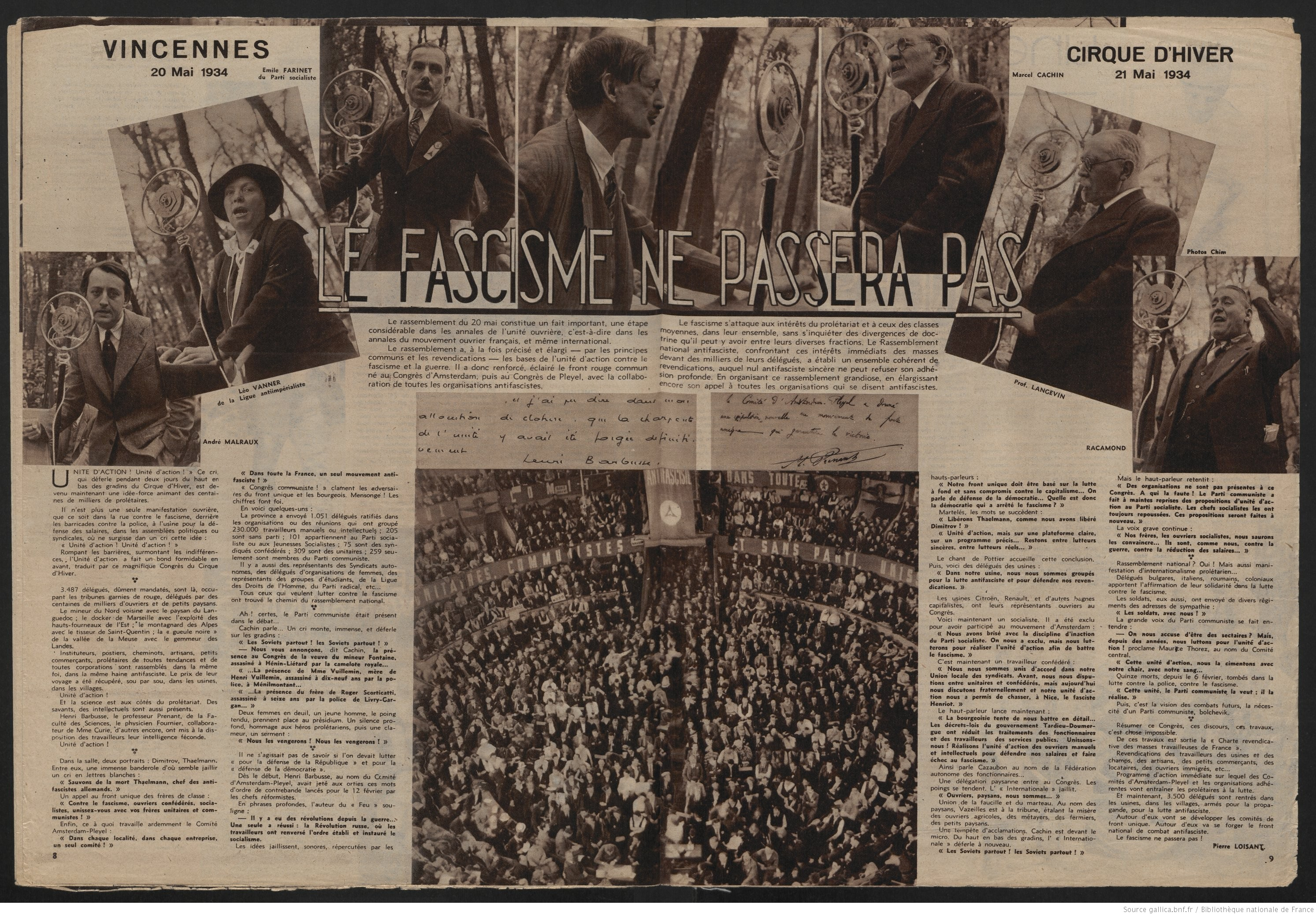
Double page du 25 mai 1934 : Le fascisme ne passera pas, rassemblements antifascistes du 20 et 21 mai 1934 à Paris.

En janvier 1932, sort le premier numéro du mensuel Regards sur le monde du travail, contenant des clichés photographiques et des dessins : le périodique est visiblement un organe émanant du Secours ouvrier international, basé à Berlin, et qui va disparaître au bout de vingt-cinq numéros à la suite de l'arrivée du nazisme au pouvoir en Allemagne. Le mensuel fait appel aux Amateurs photographes ouvriers (APO), un organisme international lancé par le député communiste allemand Willi Münzenberg. Par ailleurs, le mensuel reproduit des caricatures en lien avec la presse illustrée communiste, dont l'Arbeiter Illustrierte Zeitung.
La formule est reprise par Léon Moussinac, critique et théoricien du cinéma, qui dirige le magazine, lequel devient en septembre 1933 simplement Regards, un hebdomadaire, alors numéroté 26. Il sort tous les jeudis au prix de un franc. Le peintre Édouard Pignon s'occupe de la mise en page. On y retrouve les photographes et photo-reporters des années 1930 : Robert Capa et Henri Cartier-Bresson mais aussi Gerda Taro, David Seymour (alias Chim), Pierre Jamet, Willy Ronis.
En avril 1936, Moussinac fait nommer Pierre Unik rédacteur en chef. Parmi les collaborateurs du magazine figure Max Lingner, le dessinateur allemand de la presse antifasciste française.
Dans une enquête de 1935, le journal dénonce les fraudes dans l’industrie alimentaire : « Combien illogique est ce régime où nous vivons, ce régime de la restriction dans l'abondance, de la misère dans l'opulence. Quand une société pour aller de l'avant est obligée d'avoir recours à l'illusion et au voile, au truquage et à la suggestion, le signe de sa chute est tout proche. »
Le journal paraît jusqu'à la veille de la Seconde Guerre mondiale ; il est interdit après la reconnaissance du Pacte germano-soviétique par le Parti communiste français (PCF) et son dernier numéro sort le 28 septembre 1939. De cette première série, la Bibliothèque nationale de France conserve une série de numéros.

### De la Libération à 1960

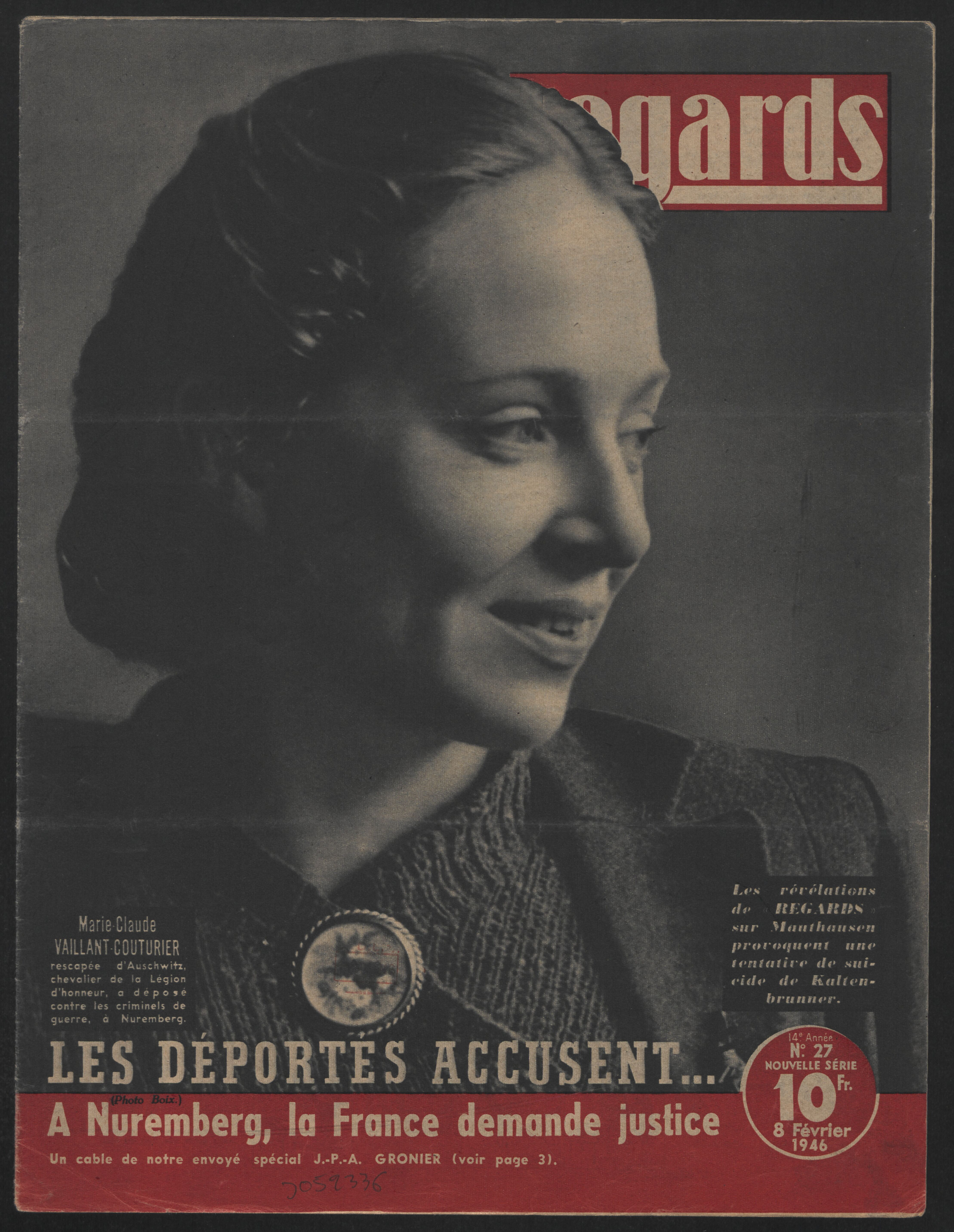
Marie-Claude Vaillant-Couturier figure en couverture de l'édition de Regards en février 1946.

Le journal ressort aux lendemains de la Libération, d'abord à un rythme hebdomadaire jusqu'aux débuts des années 1950. En 1952, il se fait connaitre par plusieurs grands reportages prémonitoires sur la sitution en Algérie, signés de Pierre Courtade, (“Que se passe-t-il en Afrique du Nord?”) et Madeleine Riffaud, (“Guidée par un aveugle”), qui a passé trois mois sur place, dans un numéro de juin 1952, avec un éditorial antocolonialiste au vitriol, dénonçant dans la conquête de l’Algérie "une des plus cyniques entreprises de rapine" du XIXe siècle, et accompagnant le périple semi-clandestin d’Alger à Oran, Beni-
Saf, Ain-Témouchant, Sidi-bel-Abbès, Tlemcen, Constantine, Biskra et Djema Setif, des peintres Mireille Miailhe et Boris Taslitzky, en vue d’une exposition-reportage de 60 dessins et quelque 40 peintures, « Algérie 52 », à la Galerie André Weil, qui dépeint le petit peuple d’Algérie comme ce fut le cas l'année précédente pour le petit peuple des mines du Nord, quifit scandale car dénonçant la misère et témoignant des tensions politiques et sociales, deux ans seulement avant l’insurrection algérienne. La préfecture de police fit arracher toutes les affiches de l’exposition, qui fit ensuite le tour de l'Europe de l'Est. 

Regards en mars 1948 figurant l'actrice Dany Robin.

À partir de 1955-1956, les difficultés financières auxquelles la presse communiste doit faire face portent préjudice à la parution du magazine, tandis que l'isolement du PCF dans la société française se traduisent aussi par une perte de qualité du magazine, parfois présenté comme le « Paris-Match des pauvres ». Le magazine continue de paraître et de présenter à ses lecteurs de nombreux reportages en images notamment sur les grèves en France et sur les « vertus » des pays socialistes. Le dernier numéro du magazine (no 460) est daté du mois de novembre 1960.

### Le nouveau magazine de la période post-soviétique
Regards est un titre mensuel repris par le PCF en 1995, après la disparition de Révolution paru de 1979 à 1994, lui-même issu de la fusion entre France Nouvelle, hebdomadaire-phare du PCF au moment de la guerre d'Algérie, et La Nouvelle Critique (mensuel créé en décembre 1948 au moment du Stalinisme), tous deux disparus en 1979. 
Le premier numéro est lancé sous la direction d'Henri Malberg, le 30 mars 1995, en pleine campagne présidentielle du candidat Robert Hue. Le numéro 1 de Regards s'ouvre par un entretien avec Robert Hue, dans lequel le secrétaire national du PCF parle de la campagne électorale, de la « rupture avec le capitalisme », de la nature et de la portée des changements à l'œuvre au sein du PCF. Ce numéro mêle débats (avec un entretien entre Jean-Paul Jouary et François Furet sur « la mort du communisme »), enquêtes (par exemple, celle réalisée par Michel Simon sur le fait que « l'image du PCF change dans l'opinion ») et articles de fond (sur le féminisme ou sur les contours d'une « politique internationale progressiste »)[réf. nécessaire].

### Regardsdevient une Scop
Après un deuxième dépôt de bilan en octobre 2003, onze salariés du mensuel s'engagent individuellement — deux mois de salaires investis et emprunt à l'État — et s'associent collectivement pour créer une société coopérative et participative (Scop). Les salariés sont membres fondateurs du nouveau Regards ; ils possèdent 51 % du capital et 65 % des voix. Regards appartient donc à sa rédaction.
Le journal est restructuré et le siège de la rue Montmartre est vendu. Les coopérateurs élisent Catherine Tricot à la tête de la Scop, dont elle assure la gérance. Roger Martelli et Clémentine Autain assurent la direction de la rédaction, et Emmanuelle Cosse en est la nouvelle rédactrice en chef.
De nouveau, au début de l'année 2010, Regards est au bord du dépôt de bilan. À l'initiative d'Éric Fassin et de Michel Husson, le mensuel lance un appel à contributions afin de trouver 200 000 euros.
Regards assume un parti pris antilibéral. 
Fin 2012, les Éditions Regards abandonnent la parution mensuelle pour passer à une parution trimestrielle car, selon eux, « la lenteur est nécessaire à l'enquête, au reportage, au décryptage. » Néanmoins, une version informatique mensuelle est disponible sur le site pour les abonnés. Enfin, la rédaction réagit quotidiennement à l'actualité sur le site du journal.
En 2016, Pierre Jacquemain, collaborateur de Myriam El Khomri, rejoint Regards et en devient le rédacteur en chef jusqu'en 2022.
En 2016, Regards lance un rendez-vous quotidien, à 12h30, La Midinale — format court de dix minutes — où des intellectuels, des artistes, des syndicalistes, des personnalités politiques, des représentants d'associations, etc. sont invités à décrypter l'actualité. En quelques mois seulement.
En 2022, Pablo Pillaud-Vivien, responsable éditorial arrivé dans la rédaction avec Pierre Jacquemain, en devient le rédacteur en chef.